# Mircea State
Mircea State (n. 15 iulie 1953, București) este un antrenor de fotbal și fost fotbalist român. A fost legitimat mai întâi la Rapid București, pe când avea doar 10 ani, la echipa de seniori debutând la vârsta de 17 ani, pentru Metalurgistul Cugir, în Divizia B. A mai jucat apoi la Oțelul Galați (1972-73), FCM Galați (1973-76), Petrolul Ploiești (1976-79), Olimpia Satu Mare (1979-81), FC Olt (1981-84) și Gloria Buzău (1984-87), iar între 1987 și 1992 a evoluat pentru FC Botoșani. Între 1992 și 1996 a fost legitimat la USV Breitenfekd, pentru ca, din 1996 până în 1999, să fie jucător și antrenor la USV Ottendorf, tot în Austria. În 1999 s-a întors la Botoșani, pentru a antrena pe Unirea Botoșani și FCM Dorohoi. În toamna 2003 era antrenor secund la FC Botoșani, ajutându-l pe Florin Danciu. În Divizia A, Mircea State a jucat 247 de meciuri, în care a înscris 48 de goluri.